# Warramunga
Os Warramunga são uma tribo de Aborígenes australianos. Émile Durkheim escreveu sobre eles.
Warramunga é também o nome de um grupo musical activista francês que promove a cultura aborígene.Sítio do Clã Warramunga